# Calamus malawaliensis
Calamus malawaliensis är en enhjärtbladig växtart som beskrevs av John Dransfield. Calamus malawaliensis ingår i släktet Calamus och familjen Arecaceae. Inga underarter finns listade i Catalogue of Life.